# Пушечное мясо
«Пушечное мясо» (в оригинале «food for powder» — «пища для пороха», в современном английском языке «cannon fodder» — «пушечный корм») — метафора , означающая солдат как массу людей, обречённую на бессмысленное уничтожение.
Выражение берёт своё начало из исторической хроники Уильям Шекспира «Генрих IV, часть 1» (акт IV, сцена 2), где сэр Джон Фальстаф называет так воинов в беседе с принцем Уэльским. А сочетание «пушечное мясо» (фр. chair à canon) появилось в памфлете Шатобриана «О Бонапарте и Бурбонах» (De Bonaparte et des Bourbons, 1814).

## Шекспир
Оригинал и неточный перевод М. А. Кузмина, Вл. Морица:
Ничего, они достаточно хороши, чтобы истыкать их копьями; пушечное мясо, пушечное мясо. Яму они заполнят не хуже лучших. Смертные люди, братец, смертные люди!
Оригинальный текст (англ.)Tut, tut, good enough to tosse: food for powder, food for powder; they'le fill a pit as well as better; tush, man, mortall men, mortall men.

## Шатобриан
Непосредственно выражение «пушечное мясо» появилось в памфлете Шатобриана «О Бонапарте и Бурбонах», где он, призывая к реставрации Бурбонов, подробно остановился на тёмных сторонах наполеоновского режима, утверждая, что тогда призывы на военную службу были исключительно жестоки и сопряжены с произволом: «Презрение к человеческой жизни и к Франции достигло такой степени, что новобранцев называли сырьём и пушечным мясом» (On en était venu à ce point de mépris pour la vie des hommes et pour la France, d'appeler les conscrits la matière première et la chair à canon).

## Употребление
В советское время выражение употреблялось, главным образом, применительно к капиталистическим странам. Так, например, словарь иноязычных выражений и слов 1966 года под редакцией Бабкина и Шендецова определяет пушечное мясо следующим образом: «О солдатах, посылаемых на убой эксплуататорской властью».
Как отмечается в Советской военной энциклопедии 1978 года под редакцией А. А. Гречко, домарксистская социология, несмотря на разнообразие взглядов в ней, всячески принижала роль народных масс в историческом процессе, в том числе в войнах. Идеологи, придерживавшиеся волюнтаристских взглядов на войну, рассматривали её как процесс, управляемый лишь волей государственных и военных деятелей. Армия, её личный состав расценивались как слепое орудие в руках государственного и военного руководства, как «пушечное мясо», ценой которого достигается победа или окупается поражение.
В настоящее время выражение «пушечное мясо» употребляется в разговорной речи и в прессе для иллюстрации бесправного положения низших чинов во время военных действий.
С января 2023 года российские военные стали называть свои атаки на Бахмут «мясными штурмами».

## В литературе
- М.-Л. Ганьёр, роман «Пушечное мясо»[11] (Chair à canon, 1872)
- Поньер, роман «Пушечное мясо»[12]